# Назаров, Илья Семёнович
Илья Семёнович Наза́ров (1918—1944) — советский воин-пехотинец в Великой Отечественной войне, Герой Советского Союза (13.09.1944). Старший сержант (1944).

## Биография
Илья Семёнович родился в 1918 году в селе Ильинка Кузнецкого уезда Томской губернии в семье крестьянина. В 1934 году окончил начальную школу (4 класса). Для помощи семье был вынужден прервать учёбу и работать в колхозе пастухом, позднее окончил курсы механизаторов. С 1934 года работал в колхозе «14 лет Октября» трактористом. Одновременно был секретарём комсомольской организации колхоза.
В 1940 году Илья Семёнович был призван в Красную Армию. Война застала его недалеко от границы на Украине. Участник Великой Отечественной войны с июня 1941 года. В одном из боев лета 1941 года был ранен и попал в плен, где находился больше двух лет. В начале 1944 года бежал из лагеря для военнопленных и около месяца пробирался к линии фронта. В феврале 1944 года вышел навстречу наступавшим советским войскам и две недели воевал с танковой частью, первой из встретившихся ему. Затем был направлен на сборный пункт, а оттуда в начале апреля 1944 года зачислен в 929-й стрелковый полк. За отличия в первых боях был повышен из рядовых сразу до старшего сержанта и назначен командиром отделения.
Командир стрелкового отделения 929-го стрелкового полка 254-й стрелковой дивизии 52-й армии 2-го Украинского фронта старший сержант Илья Назаров с группой однополчан совершил беспримерный подвиг в бою у высоты 193 на подступах к городу Яссы 30 мая 1944 года. Там немецкое командование предприняло сильное контрнаступление, пытаясь отбросить советские войска за реку Днестр, введя в бой большое количество танков. На участке батальона, в котором воевал Назаров, в результате прорыва вражеских танков создалось угрожающее положение. Танки пытались зайти в тыл батальона и сбросить обороняющихся бойцов с высоты. Назаров был выделен в группу истребителей по уничтожению прорвавшихся танков противника. Под командованием старшего лейтенанта Степанова гранатами было уничтожено два танка и один бронетранспортер врага. Израсходовав все имеющиеся запасы гранат, во имя победы над врагом, группа пошла на крайнее средство. Следуя примеру своего командира старшего лейтенанта Степанова, боец Назаров, жертвуя жизнью, с призывом: «За Родину!» с двумя противотанковыми гранатами в руках бросился шедшему навстречу фашистскому танку «Тигр» и взорвал его. Продвижение вражеских танков было приостановлено, рубеж удержан.
Похоронен на городском кладбище в Яссах.

## Награды
Присвоено звание Героя Советского Союза посмертно 13 сентября 1944 года.

## Память
- Бюст Героя установлен в родном селе Ильинка на мемориальном комплексе воинам-односельчанам в 1965 году.[5]
- Приказом Министра обороны СССР от 13 сентября 1944 года старший сержант Назаров Илья Семёнович навечно зачислен в списки в списки Н-ской части вместе с рядовым Тумором Виктором Андреевичем.
- Его именем названы улица в Кемерово (Кировский район), улица и школа в селе Ильинка Кемеровской области.
- Его имя носит школа в селе Ильинка Кемеровской области, в которой создан музей Героя[6].
- Имя Назарова присвоено безымянной горе, расположенной на хребте Кузнецкий Алатау, с координатами 53 40,5 северной широты, 88 56,8 восточной долготы и абсолютной высотой 862,9 метра[7].
- В городе Новокузнецке работает подростковый клуб имени Ильи Семёновича Назарова.[8]
- О подвиге И. С. Назарова и его товарищей фронтовой журналист Иван Молчанов написал «Балладу о четырех».